# Nikon Coolpix S10
Nikon Coolpix S4
Le Coolpix S10 est un modèle d'appareil photographique numérique autrefois produit par Nikon et sorti pour la première fois en 2006 dans le cadre de la série Coolpix. Son capteur d'image est un CCD avec 6,0 millions de pixels. Il possède un dispositif d'affichage LCD TFT de 2,5 pouces (63,5 mm) avec 230 000 pixels. Le S10 intègre le design pivotant populaire de Nikon, apparu pour la première fois sur le Coolpix 900, qui permet d'avoir un puissant objectif Nikkor à zoom optique 10x tout en conservant une forme compacte. Parmi les autres caractéristiques figurent D-Lighting et la mise au point automatique avec priorité au visage.
Le Nikon Coolpix S10 de 2006 présente un design pivotant avec zoom 10x similaire à celui du S4 de 2005, mais avec des fonctionnalités plus avancées telles que la réduction des vibrations et une batterie lithium-ion.

## Utilisation notoire
Le Coolpix S10 a été utilisé par le photographe Noah Kalina pour capturer une série d'autoportraits dans sa vidéo Everyday. Il a commencé à utiliser cet appareil pour le projet en 2009.